# Chiến tranh Ba Mươi Năm
Chiến tranh Ba Mươi Năm bắt đầu từ năm 1618, kết thúc năm 1648, chủ yếu diễn ra tại vùng nay là nước Đức và bao gồm hầu hết các cường quốc của châu Âu lục địa thời bấy giờ. Trên danh nghĩa, đây là một cuộc chiến tranh tôn giáo giữa những người Tin Lành và những người Công giáo. Một số người cho rằng, động cơ chính của cuộc chiến bắt nguồn từ cuộc tranh giành quyền lực giữa nhà Habsburg và các cường quốc khác ở châu Âu. Một ví dụ điển hình là nước Pháp Công giáo, dưới sự lãnh đạo không chính thức của Hồng y Richelieu, đã gia nhập cuộc chiến năm 1635 và ủng hộ những người Tin lành để làm suy yếu triều đình Habsburg và qua đó củng cố vị trí của nước Pháp như một cường quốc hàng đầu ở châu Âu. Điều này đã làm gia tăng căng thẳng giữa nước Pháp và triều đình Habsburg, sau đó là nguyên nhân trực tiếp dẫn đến chiến tranh giữa Pháp và Tây Ban Nha.
Chiến tranh 30 năm đã tàn phá nặng nề châu Âu, gây ra nạn đói và dịch bệnh (do các xác người chết không chôn kịp), làm giảm dân số của các thành bang ở khu vực nước Đức ngày nay và những vùng khác ở Ý, đồng thời khiến nhiều cường quốc châu Âu suy sụp. Cuộc chiến diễn ra trong 30 năm, nhưng những mâu thuẫn dẫn đến cuộc chiến đã bắt đầu trước đó rất lâu. Cuộc chiến kết thúc với Hiệp ước Munster, một phần của một thỏa thuận lớn hơn có ý nghĩa quyết định với lịch sử châu Âu sau này: Hòa ước Westphalia.
Trong suốt cuộc chiến, dân số các thành bang ở khu vực nước Đức ngày nay giảm trung bình 30%, ở vùng Brandenburg, con số này là 50%, và nhiều vùng khác chứng kiến hai phần ba dân số thiệt mạng vì chiến tranh. Dân số nam giới của các thành bang thuộc nước Đức giảm một nửa. Dân số ở các tiểu quốc nay là Cộng hòa Séc và Slovakia giảm một phần ba.

### Tình hình các nước trước khi bước vào cuộc chiến

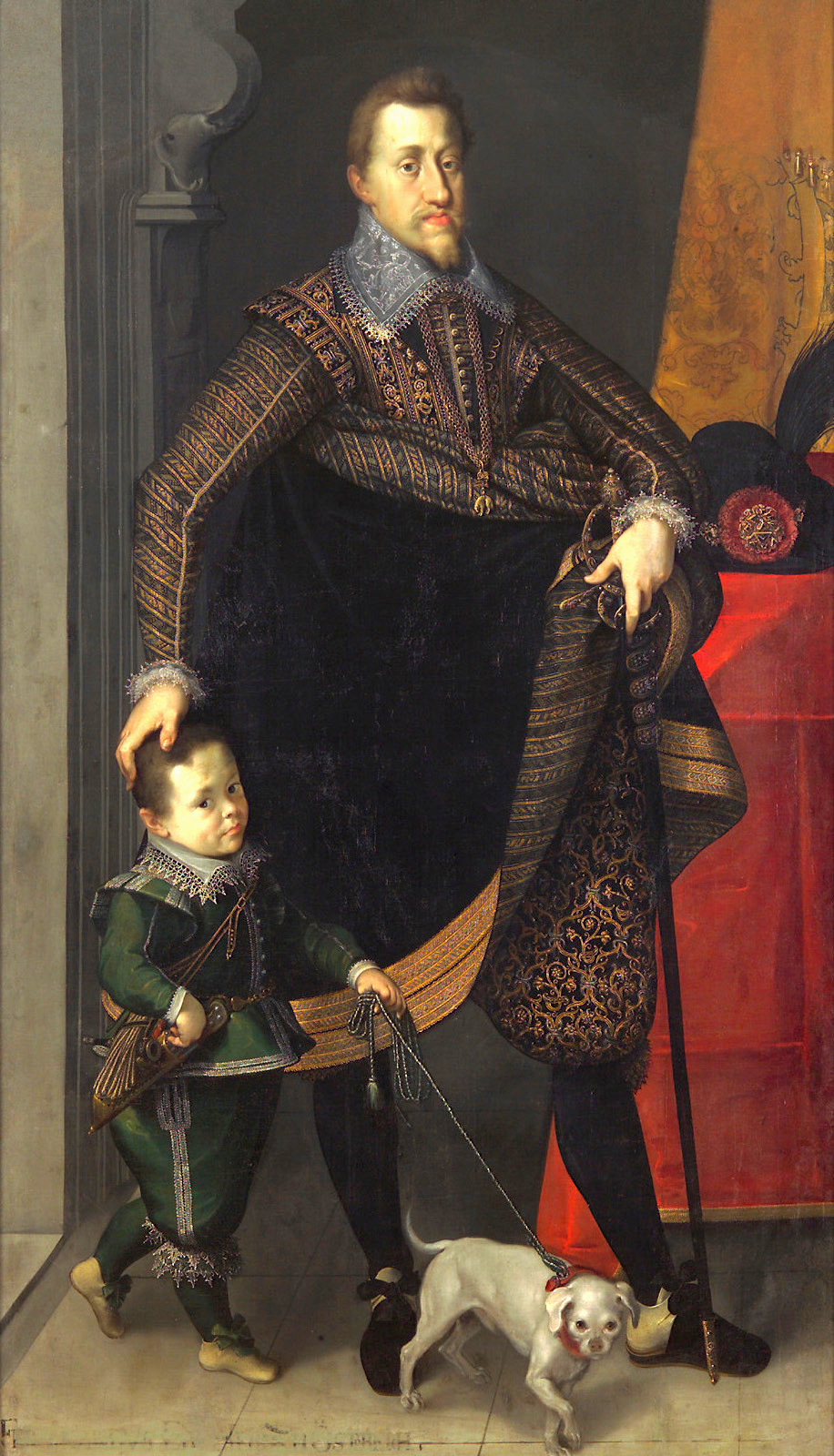
Hoàng đế Ferdinand II (Đế quốc La Mã Thần thánh) đồng thời cũng là vua xứ Bohemia. Tín ngưỡng của ông là một trong những nguyên nhân quan trọng dẫn đến chiến tranh

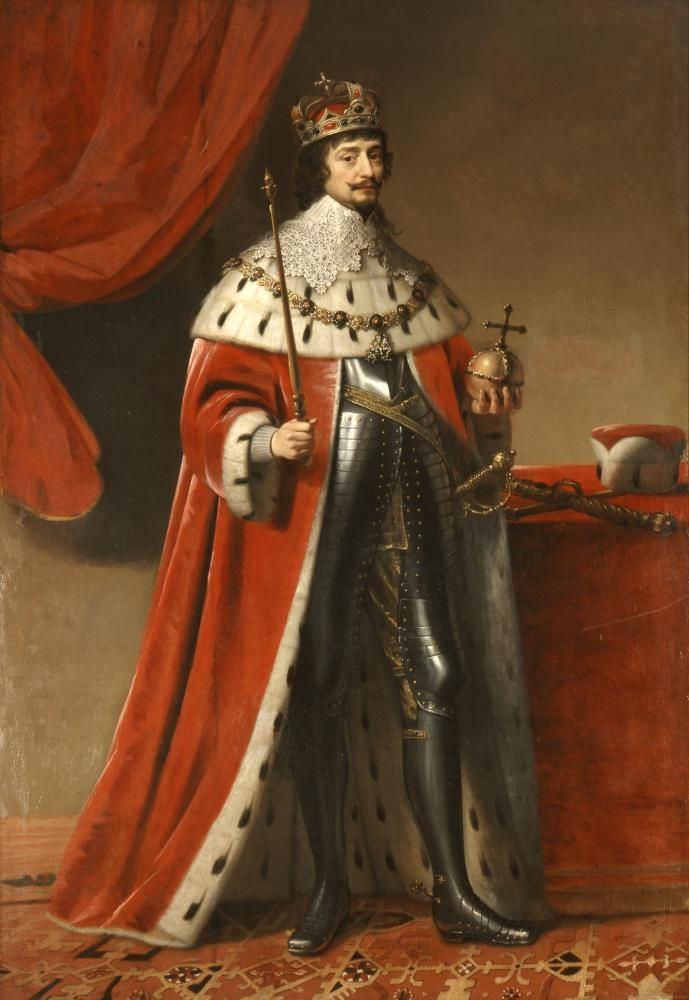
Friedrich V của Pfalz, vua xứ Bohemia được gọi là "vị vua mùa đông" của Bohemia vì ông trị vì không tới hai tháng vào năm 1620 sau khi được quân nổi dậy dựng lên.

#### Nguyên nhân

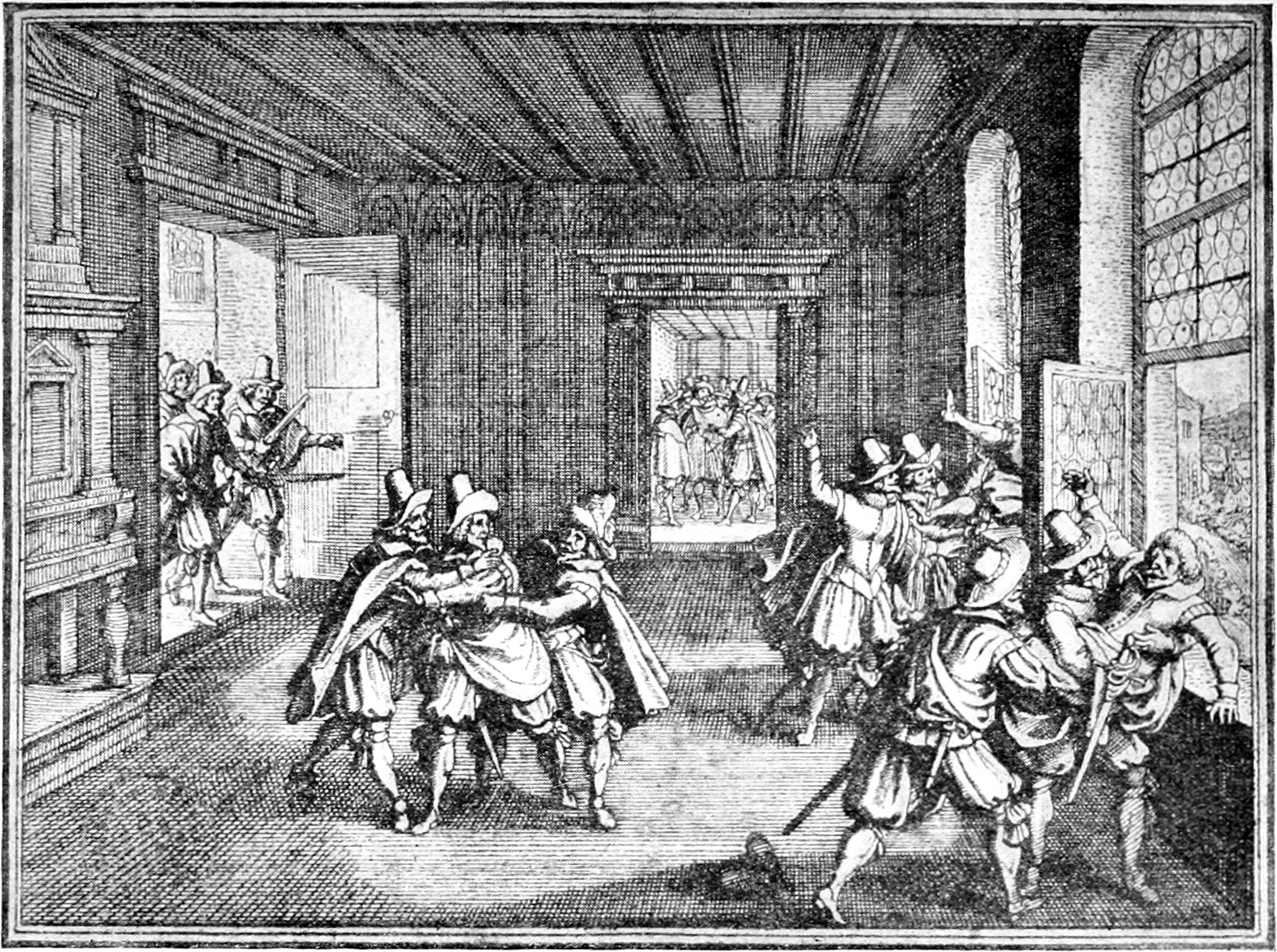
Sự kiện ném người qua cửa sổ ở Praha lần thứ hai (23 tháng 5 năm 1618)

#### Từ trận Sablat đến trận Stadtlohn

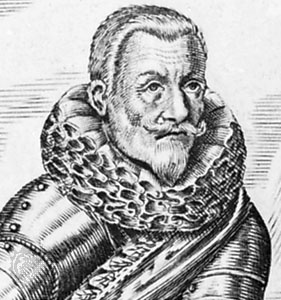
Johan Tzerclaes, công tước xứ Tilly, tư lệnh quân đội của xứ Bayern và Đế quốc La Mã Thần thánh

Các chiến dịch của Tily từ năm 1619 đến năm 1623.

### Sự can thiệp của Đan Mạch (1625-1629)

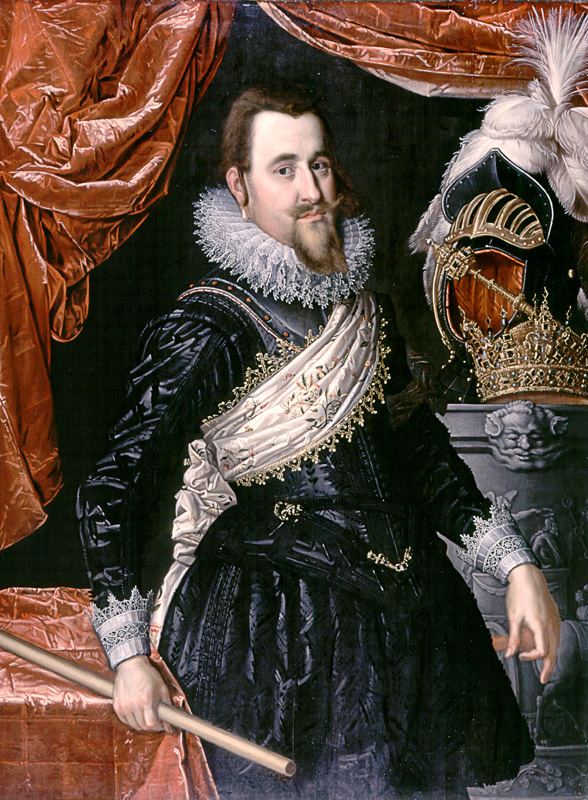
Christian IV của Đan Mạch. Tổng chỉ huy lực lượng Tin lành giai đoạn 1625-1629

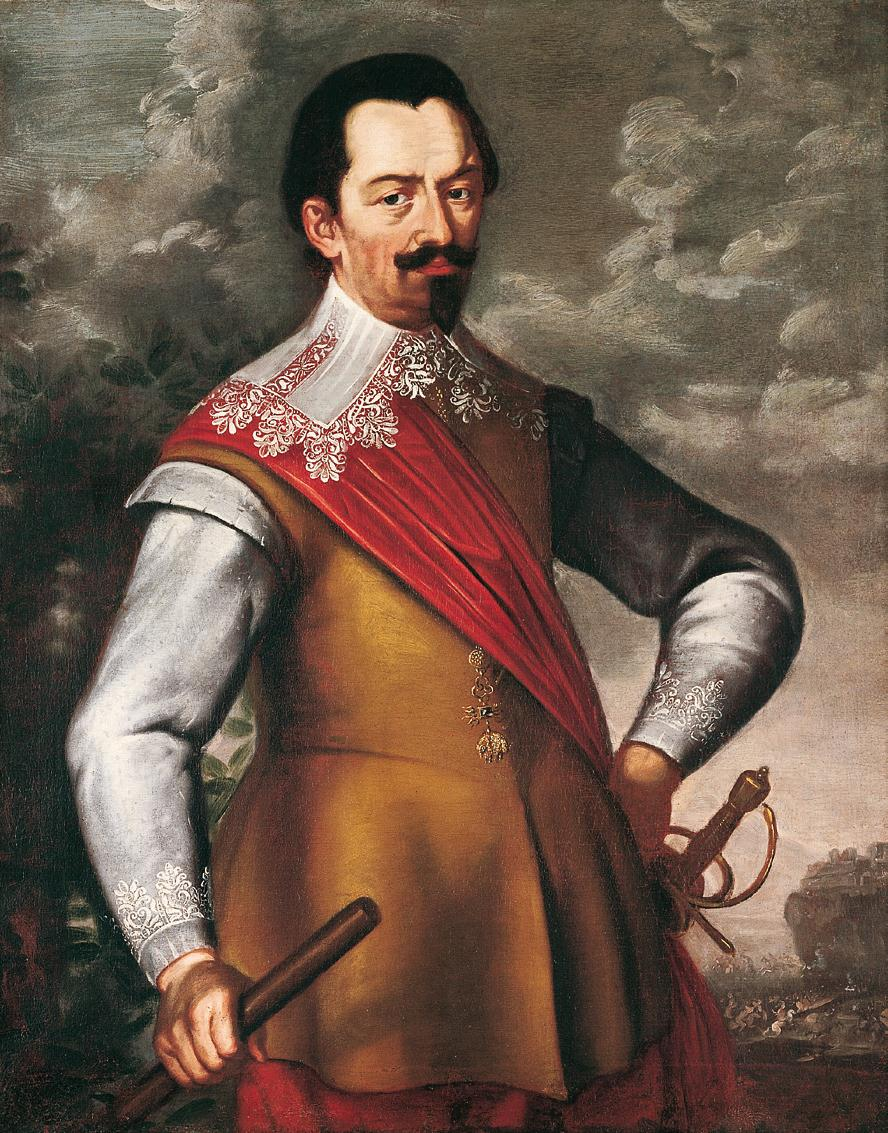
Chỉ huy lực lượng Công giáo Albrecht von Wallenstein

### Sự can thiệp của Thụy Điển (1630-1635)

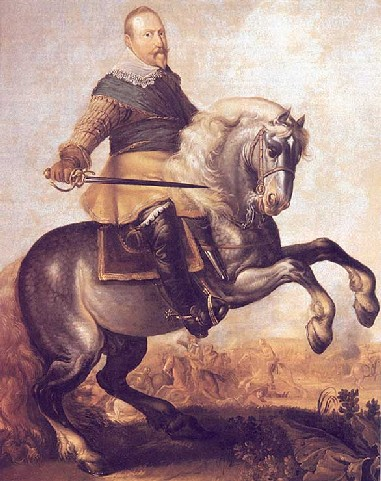
Gustav II Adolf trong trận Breitenfeld (1631)

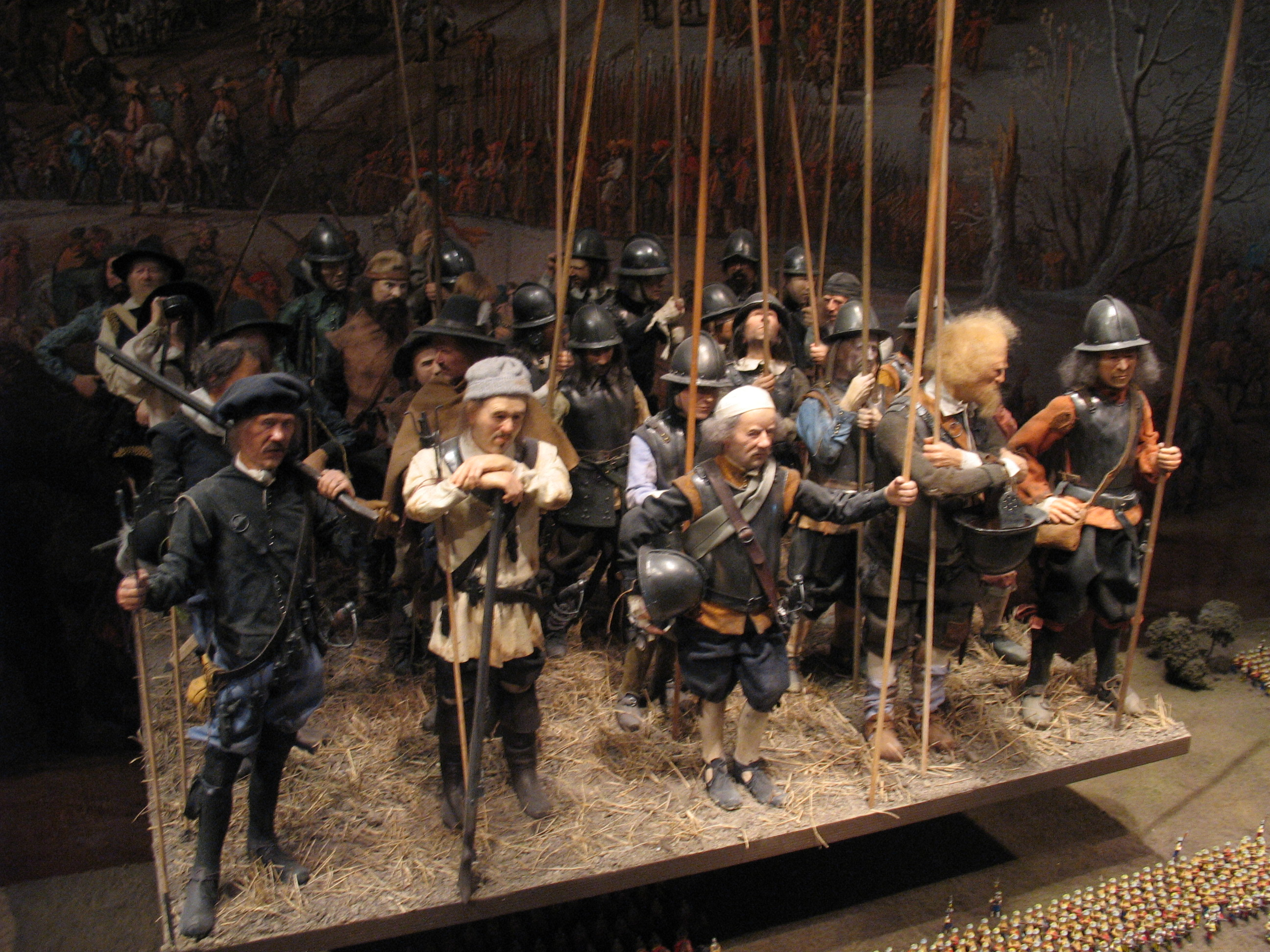
Mẫu phục chế một nhóm bộ binh trong chiến tranh Ba Mươi Năm được trưng bày tại Viện bảo tàng chiến tranh Thụy Điển ở Stockholm

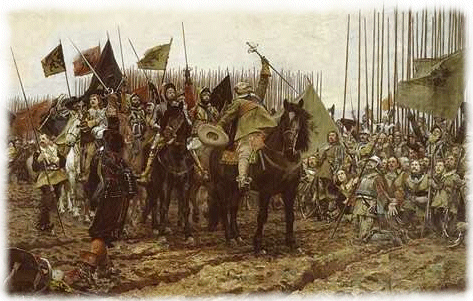
Chiến thắng của Gustav II Adolf trong trận Breitenfeld (1631)

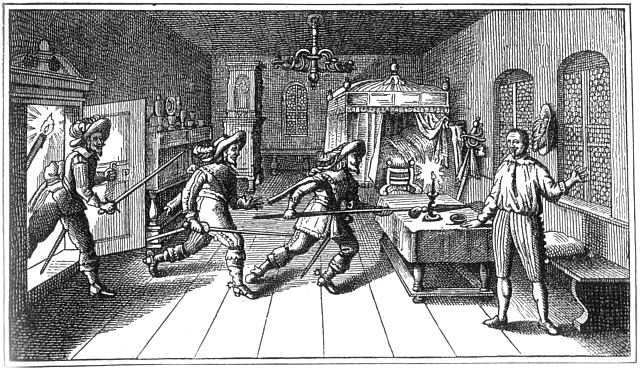
Vụ ám sát Wallensteins (25 tháng 2 năm 1634)